# Talal El Karkouri
Talal El Karkouri (en arabe : طلال القرقوري), né le 8 juillet 1976, à Casablanca, était un footballeur international marocain.

## Biographie

### En club

#### Raja Club Athletic (1995-2000)
Né à Casablanca le 8 juillet 1976, Talal El Karkouri y passe toute son enfance. Dès 12 ans, il intègre l'école des sportifs, un sport études où les pensionnaires ont neuf heures d'entraînement par semaine. À 18 ans, Talal intègre le Raja Club Athletic tout en poursuivant ses études jusqu'à un niveau Bac +2.
Au Raja, Talal El Karkouri intègre l'équipe première en 1995 et est prêté une saison à l’Ittihad Tanger. Il commence à évoluer régulièrement dans son équipe d’origine à partir de 1997, où il est entraîné par un certain Vahid Halilhodžić. Au Raja, El Karkouri enchaîne les titres de champion du Maroc, et gagne deux Ligue des champions de la CAF en 1997 et 1999. Début 2000, il participe à la première Coupe du monde des clubs, et si son équipe perd tous ses matches, El Karkouri se distingue en effectuant une prestation solide face au Real Madrid CF. Le joueur ainsi mis en lumière est subitement convoité par plusieurs clubs européens mais il a signé un mois plus tôt un précontrat avec le Servette FC, et doit rejoindre son nouveau club à l’issue de la compétition.

### Avec l'équipe du Maroc
Avec l'équipe du Maroc, El Karkouri débute en avril 2000. Il est lancé par Henryk Kasperczak en Gambie, lors des éliminatoires de la Coupe du monde 2002. Il n'est ensuite pas utilisé par Humberto Coelho. C'est Badou Zaki qui relance El Karkouri en sélection en le positionnant en défense aux côtés de Abdeslam Ouaddou et Noureddine Naybet. Dès lors, il est reconnu comme l'un des meilleurs défenseurs africains, réalisant des performances de très haut niveau lors des Coupes d'Afrique 2004 et 2006.
Capitaine de la sélection marocaine de 2006 à 2008, il se retire de la scène internationale au lendemain de la CAN 2008. Il effectue un bref retour sur la scène internationale en février et mars 2009 au cours des matches opposant le Maroc à la République tchèque (0-0) et au Gabon (1-2). Il totalise finalement 53 sélections et 5 buts avec les Lions de l'Atlas.
| Caps | Date       | Match                     | Lieu       | Score | Compétition            | But |
| ---- | ---------- | ------------------------- | ---------- | ----- | ---------------------- | --- |
| 1    | 09/04/2000 | Gambie - Maroc            | Banjul     | 0 - 1 | Elim. CM 2002          | --  |
| 2    | 04/06/2000 | Maroc - Jamaique          | Casablanca | 1 - 0 | Coupe Hassan II        | --  |
| 3    | 06/06/2000 | Maroc - France            | Casablanca | 1 - 5 | Finale Coupe Hassan II | --  |
| 4    | 17/06/2000 | Namibie - Maroc           | Windhoek   | 0 - 0 | Elim. CM 2002          | --  |
| 5    | 21/08/2002 | Luxembourg - Maroc        | Luxembourg | 0 - 2 | Amical                 | --  |
| 6    | 07/09/2002 | Gabon - Maroc             | Libreville | 0 - 1 | Elim. CAN 2004         | --  |
| 7    | 13/10/2002 | Maroc – Guinée Equa.      | Rabat      | 5 - 0 | Elim. CAN 2004         | --  |
| 8    | 20/11/2002 | Maroc - Mali              | Rabat      | 1 - 3 | Amical                 | --  |
| 9    | 12/02/2003 | Sénégal - Maroc           | Paris      | 0 - 1 | Amical                 | --  |
| 10   | 29/03/2003 | Sierra leone - Maroc      | Freetowon  | 0 - 0 | Elim. CAN 2004         | --  |
| 11   | 30/04/2003 | Maroc – Côte d’Ivoire     | Rabat      | 0 - 1 | Amical                 | --  |
| 12   | 08/06/2003 | Maroc - Sierra leone      | Casablanca | 1 - 0 | Elim. CAN 2004         | --  |
| 13   | 20/06/2003 | Maroc - Gabon             | Rabat      | 2 - 0 | Elim. CAN 2004         | --  |
| 14   | 06/07/2003 | Guinée Equa - Maroc       | Malabo     | 0 - 1 | Elim. CAN 2004         | --  |
| 15   | 10/09/2003 | Maroc - Trinité et Tobago | Marrakech  | 2 - 0 | Amical                 | --  |
| 16   | 11/10/2003 | Tunisie - Maroc           | Tunis      | 0 - 0 | Amical                 | --  |
| 17   | 15/11/2003 | Maroc – Burkina Faso      | Meknès     | 1 - 0 | Amical                 | --  |
| 18   | 19/11/2003 | Maroc – Mali              | Casablanca | 0 - 1 | Amical                 | --  |
| 19   | 27/01/2004 | Nigeria - Maroc           | Monastir   | 0 - 1 | CAN 2004               | --  |
| 20   | 31/01/2004 | Bénin - Maroc             | Sfax       | 0 - 4 | CAN 2004               | 1   |
| 21   | 04/02/2004 | Afrique du sud - Maroc    | Sousse     | 1 - 1 | CAN 2004               | --  |
| 22   | 08/02/2004 | Algérie - Maroc           | Sfax       | 1 - 3 | ¼ Finale CAN 2004      | --  |
| 23   | 14/02/2004 | Tunisie - Maroc           | Radès      | 2 - 1 | Finale CAN 2004        | --  |
| 24   | 31/03/2004 | Maroc - Angola            | Rabat      | 3 - 1 | Amical                 | --  |
| 25   | 28/04/2004 | Maroc - Argentine         | Casablanca | 0 - 1 | Amical                 | --  |
| 26   | 05/06/2004 | Malawi - Maroc            | Blantyre   | 1 - 1 | Elim. CM/CAN 2006      | --  |
| 27   | 03/07/2004 | Botswana - Maroc          | Gaborone   | 0 - 1 | Elim.CAN/CM 2006       | --  |
| 28   | 04/09/2004 | Maroc - Tunisie           | Rabat      | 1 - 1 | Elim.CAN/CM 2006       | 1   |
| 29   | 10/10/2004 | Guinée - Maroc            | Conakry    | 1 - 1 | Elim.CAN/CM 2006       | --  |
| 30   | 26/03/2005 | Maroc - Guinée            | Rabat      | 1 - 0 | Elim.CAN/CM 2006       | --  |
| 31   | 04/06/2005 | Maroc - Malawi            | Rabat      | 4 - 1 | Elim.CAN/CM 2006       | --  |
| 32   | 18/06/2005 | Kenya - Maroc             | Nairobi    | 0 - 0 | Elim.CAN/CM 2006       | --  |
| 33   | 03/09/2005 | Maroc – Botswana          | Rabat      | 1 - 0 | Elim.CAN/CM 2006       | 1   |
| 34   | 08/10/2005 | Tunisie - Maroc           | Radès      | 2 - 2 | Elim.CAN/CM 2006       | 1   |
| 35   | 09/01/2006 | Maroc - RD Congo          | Rabat      | 3 - 0 | Amical                 | --  |
| 36   | 14/01/2006 | Maroc - Zimbabwe          | Marrakech  | 1 - 0 | Amical                 | --  |
| 37   | 17/01/2006 | Maroc - Angola            | Rabat      | 2 - 2 | Amical                 | --  |
| 38   | 21/01/2006 | Côte d’Ivoire - Maroc     | Le Caire   | 1 - 0 | CAN 2006               | --  |
| 39   | 24/01/2006 | Egypte - Maroc            | Le Caire   | 0 - 0 | CAN 2006               | --  |
| 40   | 28/01/2006 | Libye - Maroc             | Le Caire   | 0 - 0 | CAN 2006               | --  |
| 41   | 23/05/2006 | USA – Maroc               | Nashville  | 0 - 1 | Amical                 | --  |
| 42   | 28/05/2006 | Mali - Maroc              | Colombes   | 1 - 0 | Amical                 | --  |
| 43   | 04/06/2006 | Colombie - Maroc          | Barcelone  | 2 - 0 | Amical                 | --  |
| 44   | 02/09/2006 | Maroc - Malawi            | Rabat      | 2 - 0 | Elim. CAN 2008         | --  |
| 45   | 15/11/2006 | Maroc - Gabon             | Rabat      | 6 - 0 | Amical                 | --  |
| 46   | 07/02/2007 | Maroc - Tunisie           | Rabat      | 1 - 1 | Amical                 | --  |
| 47   | 25/03/2007 | Zimbabwe - Maroc          | Harare     | 1 - 1 | Elim. CAN 2008         | --  |
| 48   | 02/06/2007 | Maroc – Zimbabwe          | Casablanca | 2 - 0 | Elim. CAN 2008         | --  |
| 49   | 16/06/2007 | Malawi - Maroc            | Blantyre   | 0 - 1 | Elim. CAN 2008         | --  |
| 50   | 17/10/2007 | Maroc - Namibie           | Rabat      | 2 - 0 | Amical                 | 1   |
| 51   | 12/01/2008 | Maroc - Zambie            | Fés        | 2 - 0 | Amical                 | --  |
| 52   | 11/02/2009 | Maroc – Tchèque           | Casablanca | 0 - 0 | Amical                 | --  |
| 53   | 28/03/2009 | Maroc - Gabon             | Casablanca | 1 - 2 | Elim.CAN/CM 2010       | --  |

## Statistiques
Ce tableau présente les statistiques de Talal El Karkouri,,,,,.
| Saison                | Club                  | Championnat           | Championnat | Championnat | Coupe nationale | Coupe nationale | Coupe de la Ligue | Coupe de la Ligue | Compétition(s) continentale(s) | Compétition(s) continentale(s) | Compétition(s) continentale(s) | Mondial des clubs | Mondial des clubs | Maroc | Maroc | Total | Total |
| Saison                | Club                  | Division              | M.          | B.          | M.              | B.              | M.                | B.                | Comp.                          | M.                             | B.                             | M.                | B.                | M.    | B.    | M.    | B.    |
| 1995-1996             | Raja Casablanca       | Botola Pro            | -           | -           | -               | -               | -                 | -                 | -                              | -                              | -                              | -                 | -                 | -     | -     | 0     | 0     |
| 1996-1997             | Ittihad Tanger (prêt) | Botola Pro            | -           | -           | -               | -               | -                 | -                 | -                              | -                              | -                              | -                 | -                 | -     | -     | 0     | 0     |
| 1997-1998             | Raja Casablanca       | Botola Pro            | -           | -           | -               | -               | -                 | -                 | -                              | -                              | -                              | -                 | -                 | -     | -     | 0     | 0     |
| 1998-1999             | Raja Casablanca       | Botola Pro            | -           | -           | -               | -               | -                 | -                 | -                              | -                              | -                              | -                 | -                 | -     | -     | 0     | 0     |
| 1999-2000             | Raja Casablanca       | Botola Pro            | -           | -           | -               | -               | -                 | -                 | -                              | -                              | -                              | 3                 | 1                 | -     | -     | 3     | 1     |
| 2000                  | Paris Saint-Germain   | D1                    | 10          | 0           | 2               | 0               | 4                 | 0                 | -                              | -                              | -                              | -                 | -                 | 2     | 0     | 18    | 0     |
| 2000-2001             | Paris Saint-Germain   | D1                    | 11          | 0           | 1               | 0               | -                 | -                 | C1                             | 4                              | 1                              | -                 | -                 | -     | -     | 16    | 1     |
| 2001                  | Aris FC (prêt)        | Superleague Elláda    | 11          | 0           | -               | -               | -                 | -                 | -                              | -                              | -                              | -                 | -                 | -     | -     | 11    | 0     |
| 2001-2002             | Paris Saint-Germain   | D1                    | 16          | 0           | 2               | 0               | 4                 | 0                 | CI+C3                          | 5+3                            | 0+0                            | -                 | -                 | -     | -     | 30    | 0     |
| 2002-2003             | Paris Saint-Germain   | Ligue 1               | 13          | 1           | 2               | 0               | 1                 | 0                 | C3                             | 4                              | 0                              | -                 | -                 | 4     | 0     | 24    | 1     |
| 2003                  | Sunderland (prêt)     | Premier League        | 8           | 0           | 1               | 0               | -                 | -                 | -                              | -                              | -                              | -                 | -                 | 6     | 0     | 15    | 0     |
| 2003-2004             | Paris Saint-Germain   | Ligue 1               | 27          | 0           | 3               | 0               | 1                 | 0                 | -                              | -                              | -                              | -                 | -                 | 13    | 1     | 44    | 1     |
| 2004-2005             | Charlton              | Premier League        | 32          | 5           | 3               | 0               | 1                 | 0                 | -                              | -                              | -                              | -                 | -                 | 6     | 1     | 42    | 6     |
| 2005-2006             | Charlton              | Premier League        | 10          | 0           | -               | -               | 2                 | 0                 | -                              | -                              | -                              | -                 | -                 | 8     | 2     | 20    | 2     |
| 2006                  | Al-Gharafa SC (prêt)  | Stars League          | -           | -           | -               | -               | -                 | -                 | -                              | -                              | -                              | -                 | -                 | 3     | 0     | 3     | 0     |
| 2006-2007             | Charlton              | Premier League        | 36          | 3           | 1               | 0               | 2                 | 0                 | -                              | -                              | -                              | -                 | -                 | 5     | 0     | 44    | 3     |
| 2007-2008             | Qatar SC              | Stars League          | 7           | 7           | -               | -               | -                 | -                 | -                              | -                              | -                              | -                 | -                 | 4     | 1     | 11    | 8     |
| 2008-2009             | Qatar SC              | Stars League          | 4           | 1           | -               | -               | -                 | -                 | -                              | -                              | -                              | -                 | -                 | 2     | 0     | 6     | 1     |
| 2009-2010             | Qatar SC              | Stars League          | 19          | 4           | -               | -               | -                 | -                 | -                              | -                              | -                              | -                 | -                 | -     | -     | 19    | 4     |
| 2010-2011             | Qatar SC              | Stars League          | 14          | 0           | -               | -               | -                 | -                 | -                              | -                              | -                              | -                 | -                 | -     | -     | 14    | 0     |
| 2011-2012             | Umm Salal SC          | Stars League          | -           | -           | -               | -               | -                 | -                 | -                              | -                              | -                              | -                 | -                 | -     | -     | 0     | 0     |
| Total sur la carrière | Total sur la carrière | Total sur la carrière | 218         | 21          | 15              | 0               | 15                | 0                 | -                              | 16                             | 1                              | 3                 | 1                 | 53    | 5     | 320   | 28    |

## Palmarès
Raja de Casablanca
- Champion du Maroc en 1998, 1999 et 2000
- Vainqueur de la Ligue des champions de la CAF en 1997 et 1999
- Vainqueur de la Coupe Afro-Asiatique en 1998

Paris Saint-Germain
- Finaliste de la Coupe de la Ligue en 2000
- Vainqueur de la Coupe Intertoto en 2001
- Vainqueur de la Coupe de France en 2004
- Vice-Champion de France en 2000 et 2004

 Maroc
- Finaliste de la Coupe d'Afrique des nations en 2004

## Décorations
- Officier de l'ordre du Trône — Le 14 février 2004, il est décoré officier de l'ordre du Wissam al-Arch[10] — ordre du Trône[11] — par le roi Mohammed VI au Palais royal de Rabat[12].